# Transporthelikopter

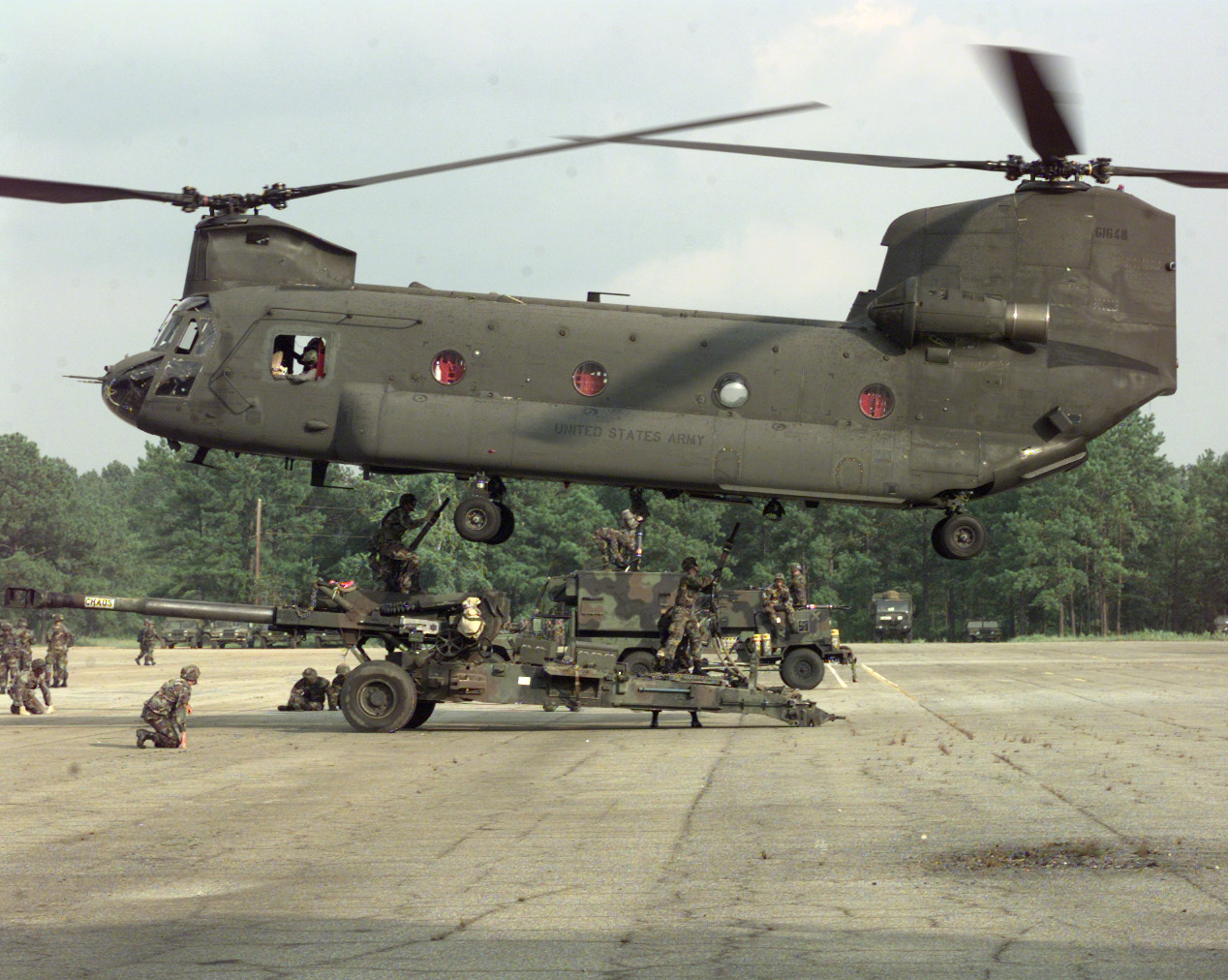
Eer CH-47 Chinook-helikopter

Een transporthelikopter is een helikopter die gebruikt wordt voor transport van goederen. Soms worden ze ook gebruikt voor het vervoer van troepen.

## Voorbeelden van transporthelikopters
- Boeing CH-47 Chinook
- UH-60 Black Hawk
- Eurocopter Cougar
- Mil Mi-6
- Mil Mi-26